# Mai 1871

## Événements

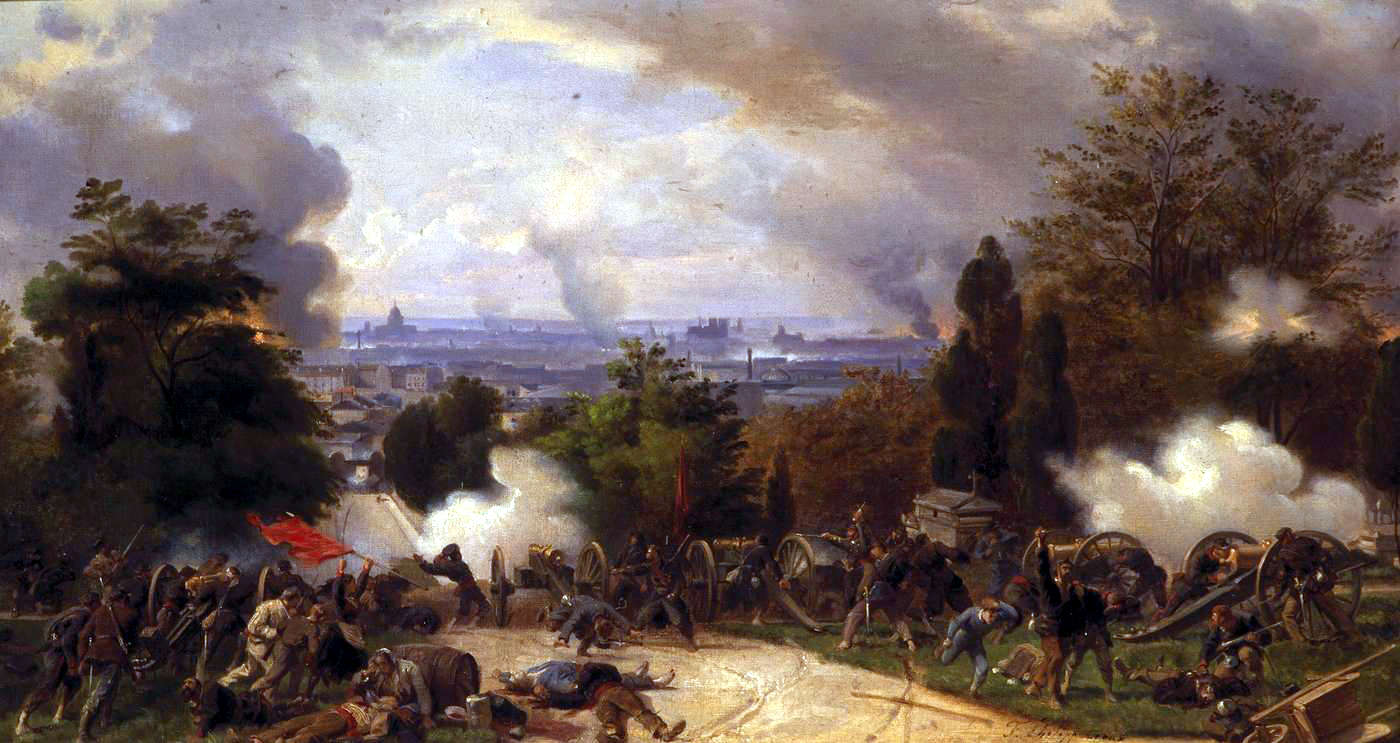
27 mai : Bataille du cimetière Lachaise

- 1er mai, Paris : création d’un Comité de salut public par les jacobins et les blanquistes, qui rencontre l’opposition des proudhoniens. Mesures du blanquiste Raoul Rigault, délégué à l’intérieur, contre les opposants à la Commune.

- 5 mai : le bachaga El Mokrani est tué près de l’oued Soufflat.

- 7 mai, France : second tour des élections municipales en province.

- 10 mai : par le Traité de Francfort qui met fin à la guerre franco-prussienne de 1870 : la France perd l'Alsace et une partie de la Lorraine, cette perte va être vécue par la France comme un profond traumatisme. De plus, la France doit verser cinq milliards d'indemnités (4,9 sont récoltés par une souscription nationale ouverte le 27 juin).
  - À la suite de ce traité, environ 160 000 Alsaciens et Lorrains, refusant de devenir allemands quittent les provinces perdues et s'installent sur le territoire français.

- 14 mai, France : création du Territoire de Belfort à partir de l'ancien arrondissement du Haut-Rhin non annexé par l'Empire allemand.

- 16 mai, France : les Communards mettent à bas la statue de Napoléon place Vendôme.
  - La Commune vote le report du paiement des dettes et des loyers, la liberté d’association, la séparation de l’Église et de l’État, la collectivisation des entreprises abandonnées par leurs propriétaires, l’adoption du drapeau rouge et du calendrier révolutionnaire, la destruction de la colonne Vendôme (16 mai) et de la maison de Thiers.

- 18 mai, France : l'Assemblée Nationale, réunie à Versailles, ratifie le traité de Francfort.

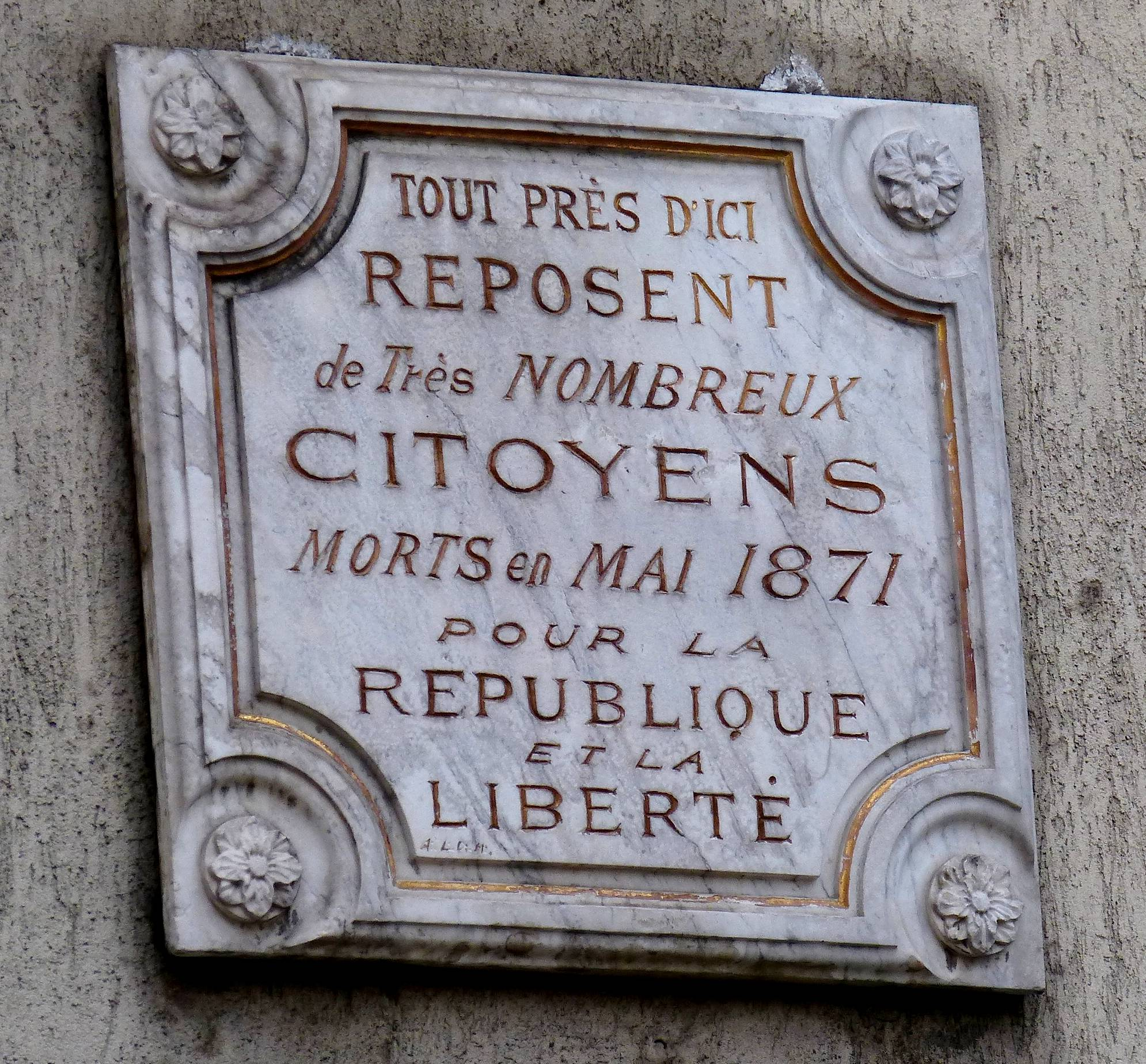
Plaque anonyme - 1^{bis} rue de la Solidarité Paris 19^{e}

- Plaque anonyme - 1bis rue de la Solidarité Paris 19e21 au 28 mai, France : « Semaine sanglante », qui verra Paris, aux mains des Communards, reprise par les troupes versaillaises.
  - 21 mai : entrée des troupes versaillaises dans Paris. Les Versaillais entreprennent de prendre la capitale rue par rue, où se dressent plus de cinq cents barricades. Fusillade de quatre cent vingt quatre fédérés au parc Monceau et à Montmartre. Les insurgés répliquent par l’exécution de cinquante deux otages, rue Haxo.
  - 23 mai : exécution de Gustave Chaudey, ordonnée par le procureur de la Commune Raoul Rigault.
  - 27 mai : derniers combats au Père-Lachaise. Chute du dernier bastion communard. Les communards brûlent plusieurs édifices publics (Tuileries, Hôtel de Ville, Cour des comptes, Conseil d’État, ministère des Finances).
  - 28 mai : exécution des défenseurs de la Commune de Paris devant le mur des Fédérés.
  - De 20 000 à 30 000 partisans de la commune sont exécutés, dont 3500 sans jugement. 38 000 insurgés sont arrêtés et jugés en conseil de guerre. Une centaine sont condamnés à mort (dont 23 exécutés), 410 aux travaux forcés, 4 600 à des peines de prison, 322 au bannissement, et 7 500 sont déportés en Algérie et en Nouvelle-Calédonie. Cinquante-six enfants sont placés en maison de correction.

## Naissances
- 6 mai : Victor Grignard, né à Cherbourg dans la Manche, chimiste français, prix Nobel de chimie en 1912 († 1935).
- 14 mai : Walter Stanley Monroe, premier ministre de Terre-Neuve.
- 26 mai : Camille Huysmans, homme politique belge († 25 février 1968).
- 27 mai : Georges Rouault, né à Paris, peintre français.

## Décès
- 1er mai : Andreas Andresen, historien de l'art dano-allemand (° 14 novembre 1828).

- 11 mai : John Herschel, scientifique et astronome britannique.
- 26 mai : Michał Szweycer, militant polonais de l'indépendance, photographe.
- 31 mai : Jan Lewicki, peintre et graveur polonais.